# Philibert de l'Orme
Philibert de l'Orme ([filibɛːʁ də lɔʁm], také psaný De l'Orme, de L'Orme nebo Delorme, 3.-9. června 1514 Lyon – 8. ledna 1570 Paříž) byl francouzský architekt a teoretik architektury, jeden z vůdčích mistrů francouzské renesance. Jeho otcem byl zednický mistr Jean de L'Orme. Mladý Philibert studoval v Itálii (1533–1536) a působil tam ve službách papeže Pavla III. Po návratu se jeho patronem stal lyonský kardinál du Bellay, který ho kolem roku 1540 vyslal do Paříže. Zde Philibert de l'Orme získal přízeň krále Františka I., který ho roku 1545 učinil svým architektem a pověřil vedením staveb v Bretani. Roku 1548 ho Jindřich II. pověřil dozorem nad zámky Fontainebleau a Saint-Germain-en-Laye, kde Philibert de l'Orme postavil řadu budov. Po králově smrti roku 1559 architekt upadl v nemilost, ale za Karla IX. se opět dostal do popředí a spolu s Jeanem Bullantem budoval Tuilerie.
Mnoho jeho staveb zmizelo, ale sláva zůstává. Byl horlivým humanistou a znalcem antiky, ale zasazoval se za francouzskou tradici proti italským vlivům. Jeho mistrovským dílem byl zámek Château d'Anet (1552–1559), jehož zadavatelkou byla Diane de Poitiers; z něj se dochovaly plány a některé části. Významná je rovněž hrobka Františka I. v bazilice sv. Diviše. Napsal dvě knihy o architektuře, Nouvelles inventions pour bien bastir et à petits frais (1561) a Le premier tome de l'Architecture (1567).